# Charles Henri Godet
Charles Henri Godet (1797 - 1879 ) fue un entomólogo, botánico, y pteridólogo suizo. Era hermano del famoso teólogo Frederick Godet, y fue en cambio naturalista. Realizó extensos viajes de exploración botánica, inclusive a Rusia.

## Algunas publicaciones
- 1869. Souvenir de la flore des Alpes

### Libros
- 1838. Enumération des végétaux vasculaires qui croissent dans le canton de Neuchâtel preimpresión en Mémoires de la Société des Sciences Naturelles de Neuchâtel, Vol. 2
- 1845. Description des plantes vénéneuses du canton de Neuchatel à l'usage des écoles et des gens de la campagne. Ed. Henri Wolfrath

- 1851. Enumération des végétaux vasculaires du Jura suisse et français plus spécialement le Canton de Neuchatel. Ed. Wolfrath. 233 pp.

- 1853. Flore du Jura ou Description des végétaux vasculaires qui croissent spontanément dans le Jura suisse et français, plus spécialement dans le Jura neuchâtelois. 872 pp.

- 1869. Supplément à la Flore du Jura suisse et français. 220 pp.

- La abreviatura «Godet» se emplea para indicar a Charles Henri Godet como autoridad en la descripción y clasificación científica de los vegetales.[1]